# Fuchsenfeldhof

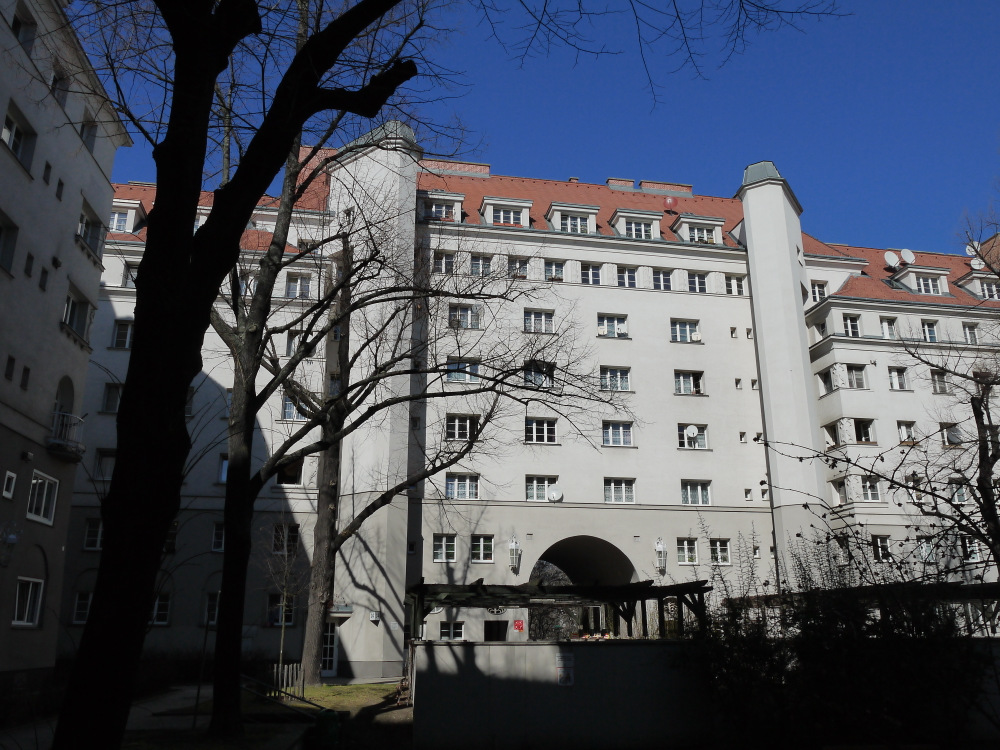
Fuchsenfeldhof

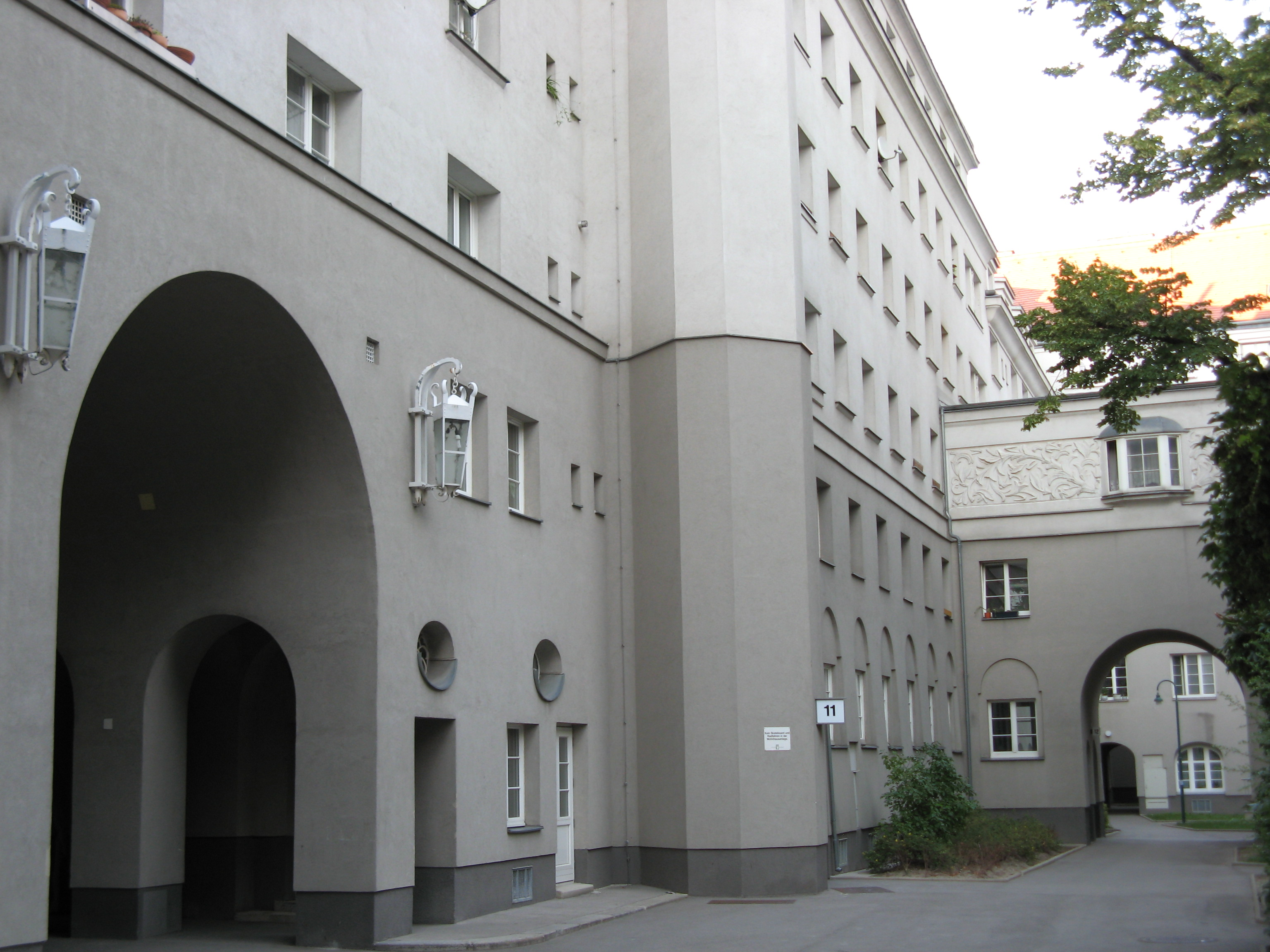
Fuchsenfeldhof, Innenhof

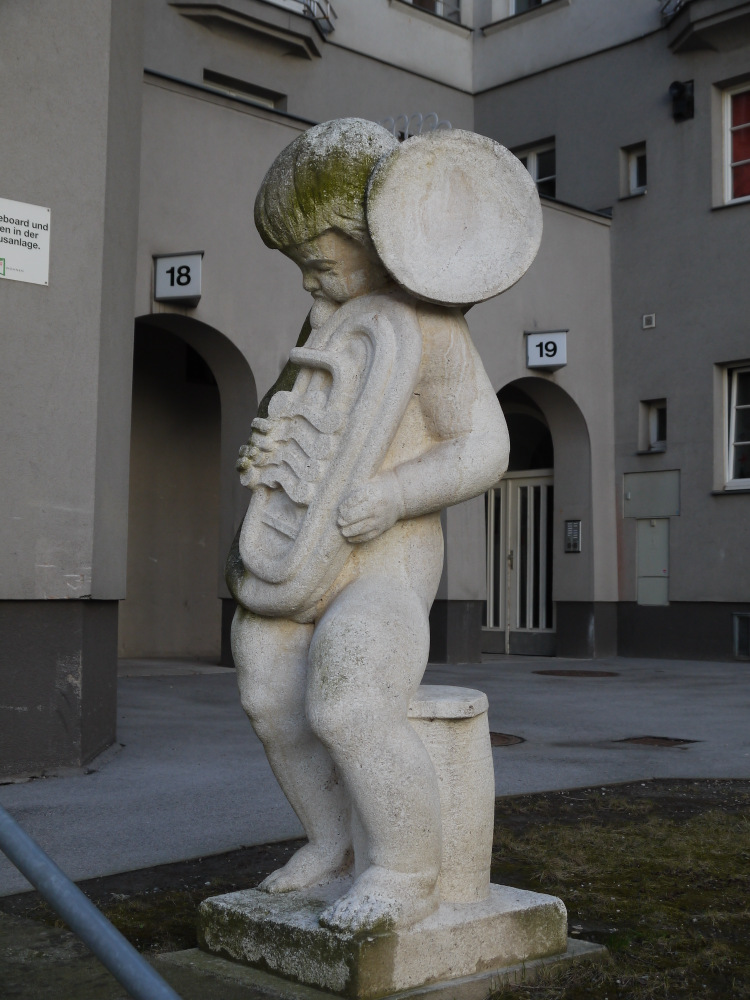
Eine von zwei Plastiken

Der Fuchsenfeldhof ist eine städtische Wohnhausanlage der Gemeinde Wien, erbaut 1921–24 nach Plänen der Architekten Heinrich Schmid und Hermann Aichinger in Wien-Meidling. Er befindet sich in der Längenfeldgasse 68 und wird durch die Karl-Löwe-Gasse, die Aßmayergasse und die Murlingengasse begrenzt.

## Beschreibung
Die Anlage stellt ein typisches Beispiel des sozialen Wohnbaues im Roten Wien der Zwischenkriegszeit dar. Der Fuchsenfeldhof umfasst 4 Höfe mit 481 Wohnungen und Gemeinschaftseinrichtungen. Die Höfe sind durch Torbögen untereinander verbunden und von der Straße her zugänglich. In einem der Höfe befindet sich ein Brunnen mit einem Fuchskopf, in einem anderen Hof beim ehemaligen Kindergarten stehen zwei Plastiken, die musizierende Kinder darstellen.

## Geschichte
Die Planungen für den Fuchsenfeldhof gehen bis in den Ersten Weltkrieg zurück. Er ist damit einer der ersten Gemeindebauten in Wien und der erste, der mit Mitteln der Wohnbausteuer errichtet wurde.
Der Name geht auf Michael Fuchs zurück, der aus der Pfalz nach Wien eingewandert war und hier 1852 das Gasthaus Zum Fuchsen eröffnet hat. Die umliegenden Wiesen wurden Fuchsenfeld genannt.
Nach Fertigstellung des ersten Bauabschnittes wurde nach Plänen der gleichen Architekten auf der anderen Seite der Längenfeldgasse der Bau fortgesetzt. Dieser Teil erhielt 1949 den Namen Reismannhof und bildet seither einen eigenen Baukomplex, der heute auch durch die stärker befahrene Straße optisch separiert erscheint.
Während der Kämpfe des Februar 1934 befand sich in beiden Bauteilen ein Zentrum des Widerstandes des Republikanischen Schutzbundes gegen die austrofaschistische Staatsmacht.